# 布書
布書 是一種由布纖維製成的書籍，普遍被幼兒作為玩具或學齡前書籍。搭配布制的小玩具或動物，可以促進幼兒思考發展。
是一種手工書及立體書、故事書，另類教育的教材。

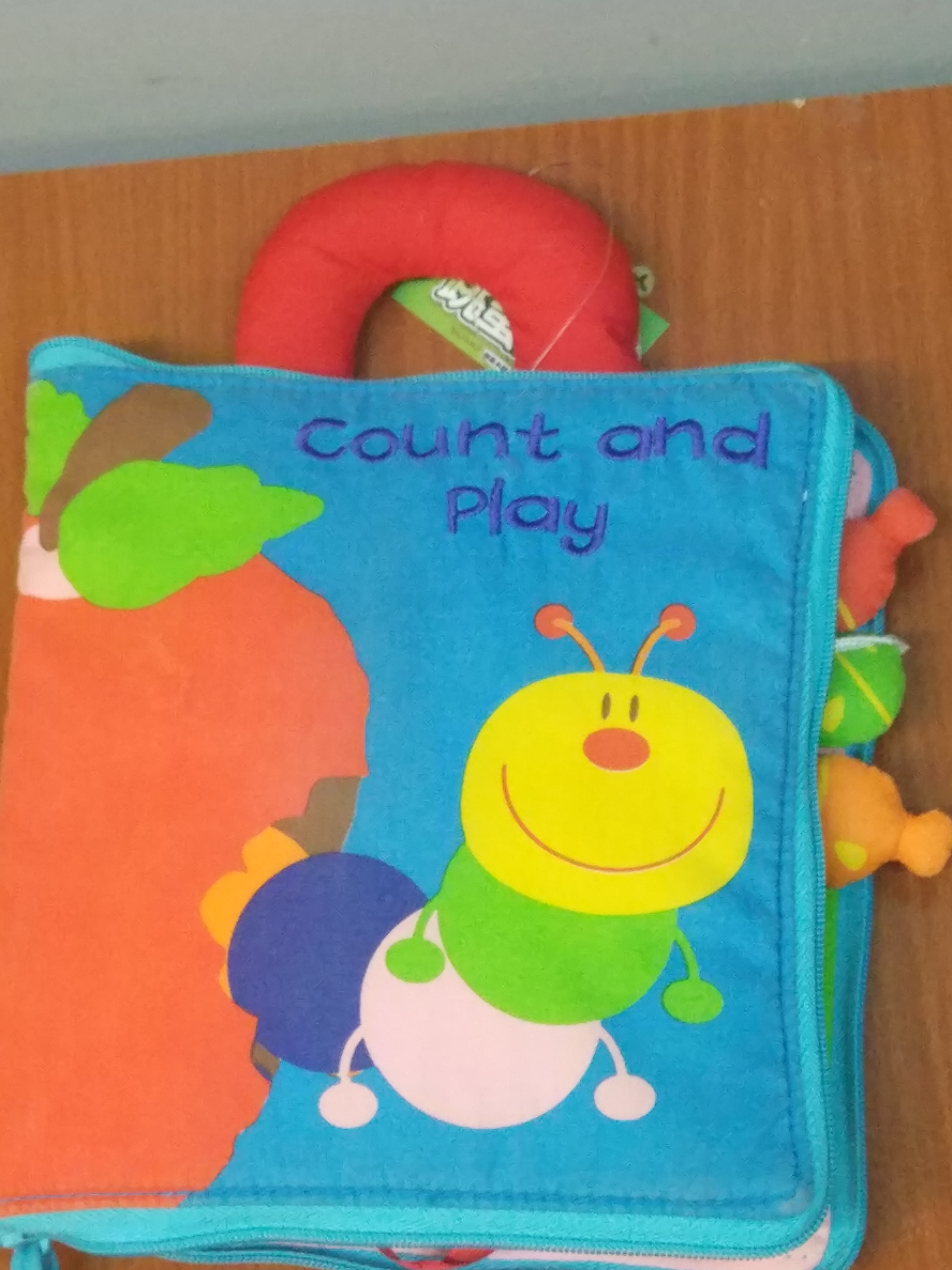
一本布書的封面

## 外部聯結
- 誠品書局 （页面存档备份，存于）
- 敦煌書局[]
- 三民書局 （页面存档备份，存于）